# Ольгино (платформа, Горьківський напрямок Московської залізниці)
Ольгино — зупинний пункт Горьківського напрямку Московської залізниці у складі лінії МЦД-4, розташований в однойменному мікрорайоні міського округу Балашиха.

## Опис
Платформа знаходиться між платформою Кучино та станцією Желєзнодорожна 
на північно-західній околиці мікрорайону Ольгино. 
На південь від зупинного пункту розташовується автобусна зупинка «Платформа Ольгино» (на якій можна здійснити пересадку на міські автобуси) 
, 
на північ — вулиця Молодий Ленінець мікрорайону Кучино Балашихи та Кучинський лісопарк.
Зупинний пункт складається з однієї острівної платформи завдовжки 180 м 
 
та надземного пішохідного переходу, що з'єднує платформу з турнікетними павільйонами, що забезпечують вихід до Носовихінського шосе та вулиці Молодий Ленінець. 
Зупинний пункт обладнаний турнікетами 
.

## Пересадки
- Автобус: 1, 4, 9, 12, 29, 23, 33, 65, 142, 338